# Tobique
Tobique (Tobique Band, Tobique First Nation), banda Maliseet Indijanaca s rijeka Tobique i St. John u okrugu Victoria u kanadskoj provinciji New Brunswick. Danas žive na rezervatima Tobique 20, 27 km južno od Grand Fallsa i The Brother's 18, na dva otočića u zeljevu Kennebacasis Bay. Tobique populacija iznosi 157, 1910 (Hodge); 1,373 na rezervatima i 539 van rezervata.
Prema Hodgeu po dolasku na rezervate bave se lovom, ili rade kao vodići, drvosjeće i radnici za stanovnike Pertha i Andovera, te proizvode i prodaju krplje, košare, drške za sjekire i drugo.